# 戸越亜希子
戸越 亜希子（とごえ あきこ、1977年12月18日 - ）は、元鹿児島テレビ放送 (KTS) のアナウンサー。

## 来歴
鹿児島県鹿児島市出身。明治大学文学部文学科卒業（英米文学専攻）。
2003年に鹿児島テレビ放送に入社し、同期の上片平健、中西真貴とともに同局のアナウンサーになる。2006年には、映画『大奥』にフジテレビ系列27局の女子アナ31人の1人として出演した。
その後、2008年6月に鹿児島テレビ放送を退社した。

## 担当番組
- ウィークリーかごしま[1]
- お茶の間ガイド[1]
- 週刊お茶ドキッ！ - 月曜・火曜・水曜担当[2]
- KTSスーパーニュース - 水曜・木曜・金曜担当[5]、「newsサプリ」のコーナー担当[3]
- ナマ・イキVOICE[3]